# Чіп (риба)
Чіп (Zingel) — рід риб родини окуневих, ряду окунеподібних, поширених у річках Європи. містить чотири види, серед яких в Україні трапляються два: чіп звичайний (Zingel zingel), довжиною до 50 см, вагою до 1 кг, і чіп малий (Zingel streber), довжиною до 18 см. Такий вид, як чіп ронський (Zingel asper) — трапляється виключно в басейні річки Рона у Франції, інший вид — чіп балканський (Zingel balcanicus) — ендемік гірських річок Македонії.